# The Poker Game
The Poker Game (o traducido como "La partida de póker") es el quinto episodio de la novena temporada de la serie de televisión de CBS How I Met Your Mother y el episodio número 189 en total.

## Reparto
| - Josh Radnor como Ted Mosby - Jason Segel como Marshall Eriksen - Cobie Smulders como Robin Scherbatsky - Neil Patrick Harris como Barney Stinson - Alyson Hannigan como Lily Aldrin - Cristin Milioti como La Madre (ausente) - Bob Saget como Futuro Ted Mosby (voz, no acreditado) | - Billy Zabka - Él mismo - Frances Conroy - Loretta Stinson - Virginia Williams - Claudia Bowers - Marshall Manesh - Ranjit - Matt Boren - Stuart Bowers - Sherri Shepherd - Daphne |

## Trama
El viernes a las 6:00 p. m., 48 horas antes de la boda, Barney, Ted, Robin, Lily, James, Marshalmohada, Tim Gunn, Ranjit y Billy Zabka continúan jugando al póker. Todos excepto Barney, Robin, James, Billy Zabka y Ranjit doblan no mucho después. Durante las últimas etapas del juego, Robin desafía a James a apostar su propio anillo de bodas por sus frecuentes bromas contra casarse. Robin gana el anillo, pero más tarde James trae en su madre Loretta para intentar obligarla a dárselo de vuelta. Como resultado, Barney debe decidir entre ponerse de lado de su madre y hermano o Robin (quien vence a Loretta en una ronda de strip poker y obtiene su blusa especial). Lily le aconseja que en un matrimonio, el esposo siempre está del lado de la esposa. Esto impulsa a Barney a declarar que él ha cortado sus vínculos con James y Loretta después de darse cuenta de que son egoístas, pero luego dice que Robin se lo ordenó.
Lily está visiblemente disgustada por el plan de Ted de darle a Barney y Robin tres regalos de boda. Futuro Ted dice que su ira era derivada de que ella creyera que Ted no les dio un regalo de bodas seis años antes; Marshall repetidamente se lo señaló a Ted desde entonces (aun cuando estaba a punto de casarse con Stella en «Shelter Island»). Cuando Ted es cuestionado sobre el regalo, él insiste en que él les envió una cafetera como su regalo y que también dejó sus propias pistas a Marshall para reconocerlo. Lily descubre que a Ted nunca le llegó una nota de agradecimiento porque Stuart hizo pasar la cafetera como su regalo; él dice que el artículo reforzó su matrimonio con Claudia. Ted se reconcilia con Marshall pidiendo una orden en el viejo lugar de pizzas de ambos en Chicago, Gazzola's (de «Duel Citizenship») y teniendo a un repartidor que la envía a Marshall mientras él y Daphne pasan por Chicago. Futuro Ted dice que recibió una nota de agradecimiento de Marshall cuatro meses más tarde.
Loretta permite a Robin mantener la blusa, pero le advierte que ella aún no ha terminado con ella.

## Blog de Barney
Barney habla sobre su hábito de pretender escuchar cuando en realidad no lo hace.